# Achiras
Achiras es una localidad situada en el Departamento Río Cuarto, provincia de Córdoba, Argentina.
Dista 272 km de la capital provincial y 70 km de la ciudad de Río Cuarto por la ruta provincial N.º 30.
Es el centro turístico más importante de las sierras del Sur[cita requerida], existe en la localidad una iglesia construida hace más de 200 años, reconstruida en la década de 1970, que guarda una imagen de Nuestra Señora de La Merced.

## Historia
La historia de Achiras se remonta al año 1570, fecha en que aparecen las primeras menciones, y que continuaron con la Posta los Nogales (ubicada a la vera del Camino Real y donde consta el paso del General San Martín hacia Cuyo). Fue fundada el 9 de mayo de 1574.
Achiras, “La Linda del Sur Cordobés”, está enclavada en las últimas estribaciones de las sierras Comechingones, en el departamento de Río Cuarto, provincia de Córdoba, a 850 m s. n. m. Desde Río Cuarto por la RP 30 se llega a Achiras, ubicada a 70 km de este. Con más de cuatro siglos de antigüedad, se enmarca como un lugar pletórico de una historia pintada sobre su propia belleza natural. Etapas claves de nuestra historia dejaron sus huellas en Achiras, que desde su estratégica posición geográfica fue el lugar elegido por San Martín para reunir fuerzas y diversos elementos que favorecieron su campaña libertadora.

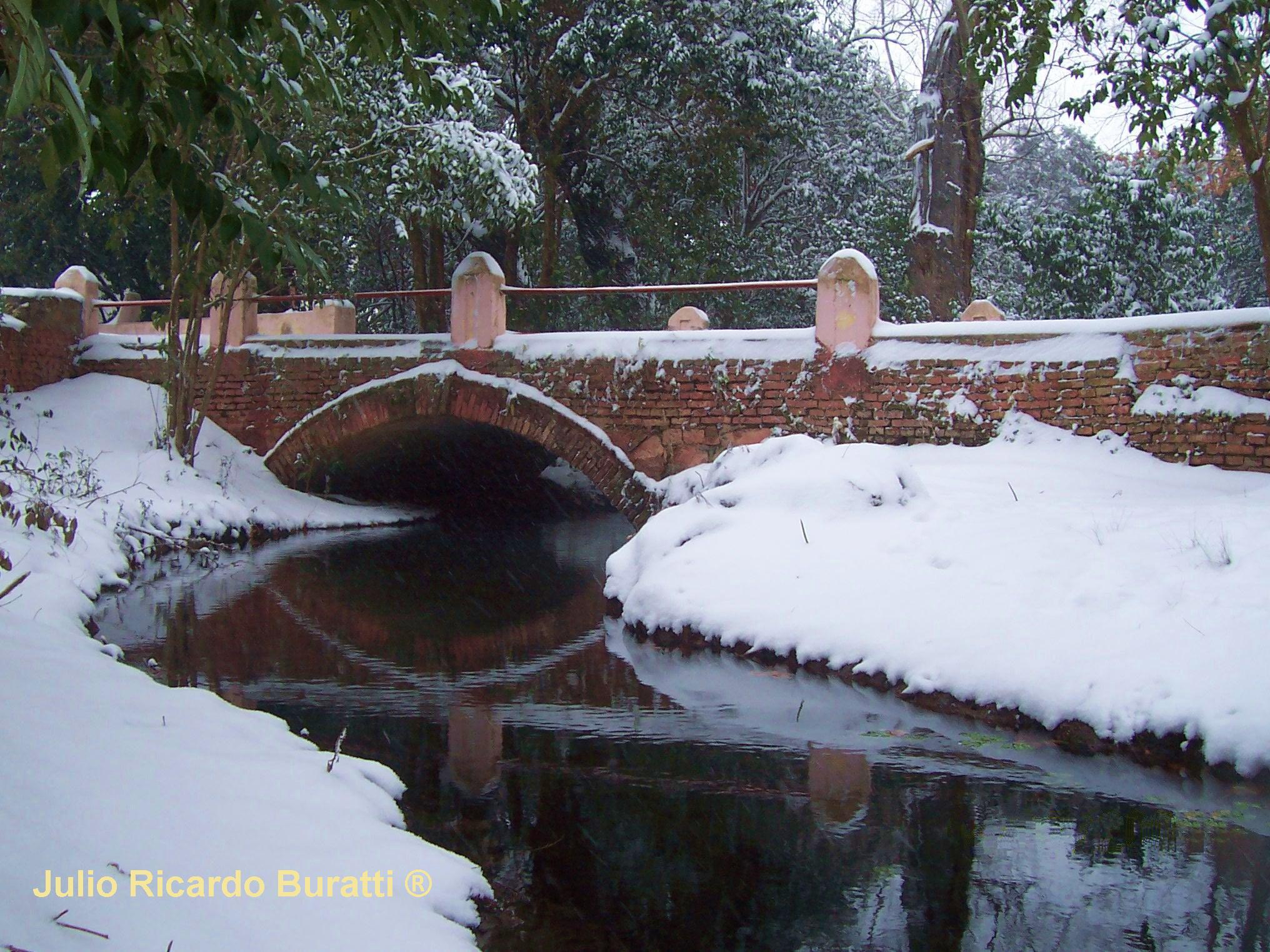
Achiras nevada en 2007

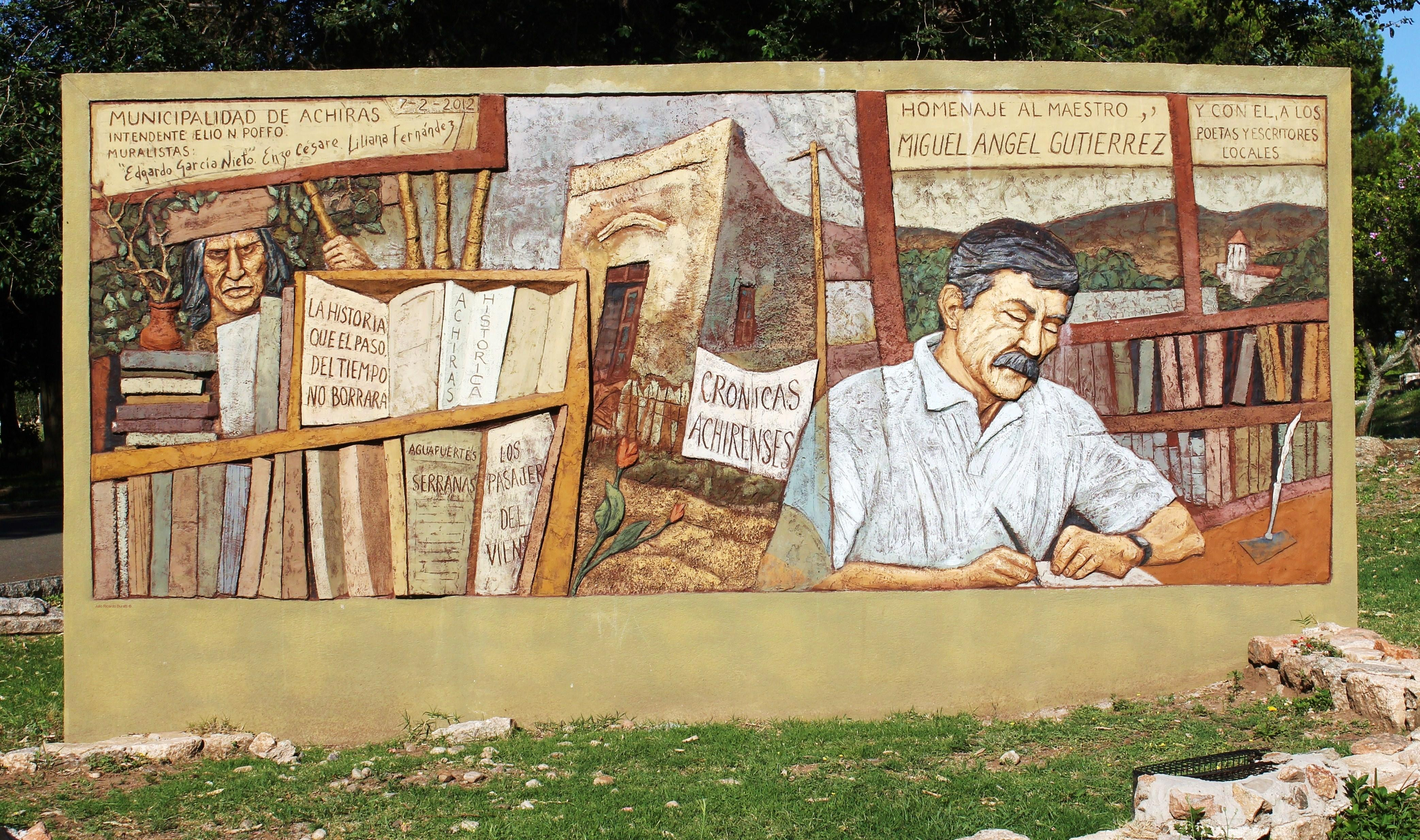
Mural Miguel A. Gutiérrez

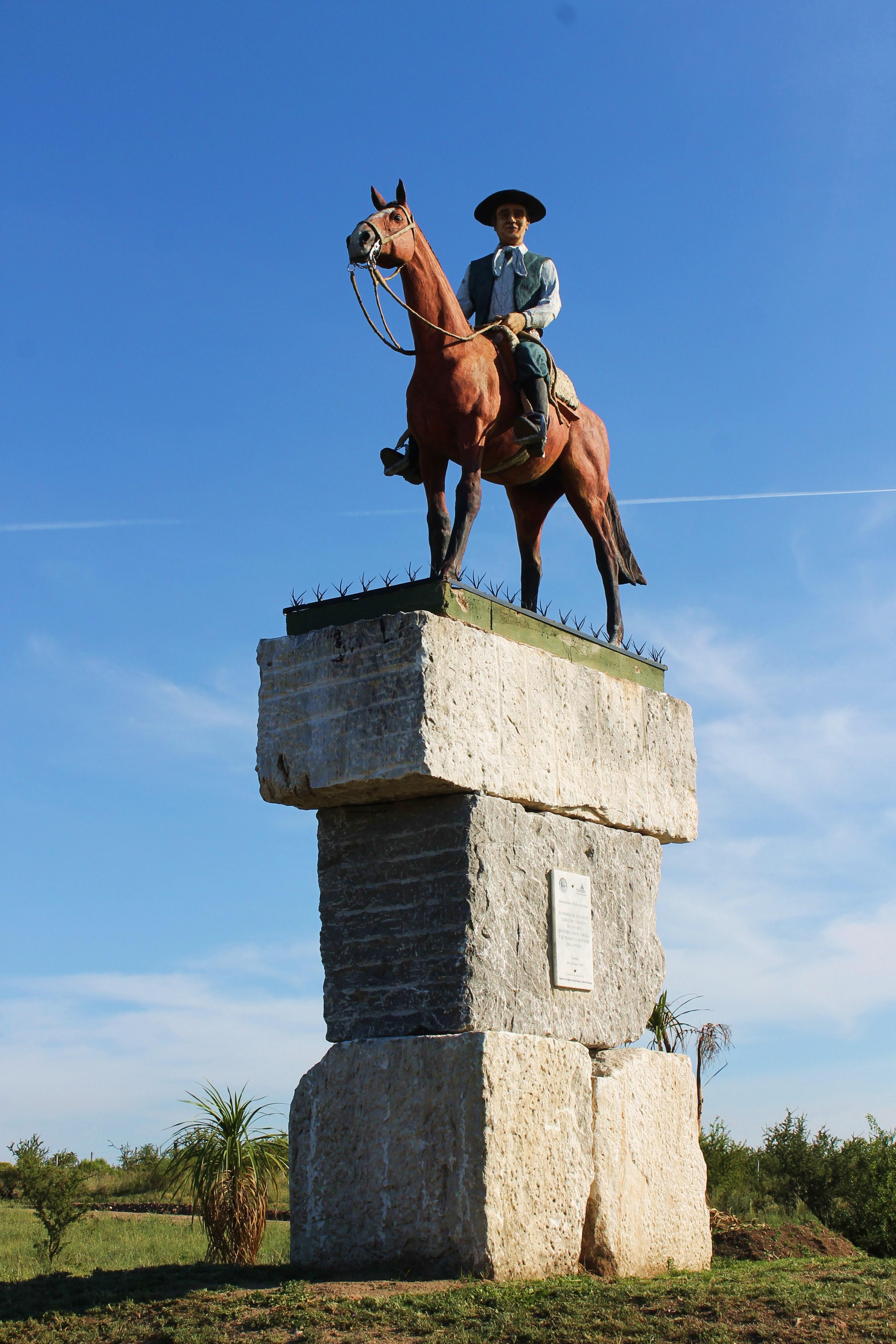
Homenaje al Gaucho Argentino en el ingreso a la localidad de Achiras, Córdoba, Argentina. Escultores:Edgardo García Nieto y Liliana Fernández

## Población
Cuenta con 2870 habitantes (Indec, 2022), lo que representa un incremento del 20,5% frente a los 2287 habitantes (Indec, 2010) del censo anterior.
| Gráfica de evolución demográfica de Achiras entre 1991 y 2022 |
|                                                               |
| Fuente: Censos nacionales del INDEC                           |

## Gastronomía
La gastronomía ofrece una exquisita variedad de platos regionales como lo son las carnes de cordero, ternero y vizcacha. A estos se deben sumar las típicas pastas caseras y demás comidas criollas. Además de degustar los exquisitos dulces, mermeladas, licores y alfajores todo artesanalmente elaborados.

## Turismo
Existen en la localidad tres hoteles, cuatro campings, casas y cabañas de alquiler y dos estancias que forman su infraestructura turística. 
En la zona conocida como el barrio de los Rosarinos, se encuentran las viviendas más antiguas de la localidad; la iglesia cuya construcción se remonta al siglo XIX; o la plaza Roca que fue el lugar de asentamiento del fuerte. También es posible visitar el museo Casa de los Oribe, que funciona en una casona del 1870.
Achiras Histórica y Natural los invita a visitar los circuitos:
- Arqueológico urbano: Museo arqueológico originario - Casa de la cultura los Oribes - Museo del desierto (restos del fuerte).
- Natural e histórico: balneario principal - Sitio de artes rupestre - La olla - Posta los Nogales - Las Leoneras (donde se puede realizar avistajes de flora y fauna)
- Estancias: Establecimiento El Por fin - Inti Huasi.
- Turismo educativo: visita a los sitios de excavaciones, y las visitas a los senderos de interpretación de Arte rupestre del cerro IntiHuasi.
- Turismo aventura: Montañismo - Escaladas - Rappel - Cabalgatas - Ciclismo de montaña.

### Atractivos turísticos
- Sitio de arte rupestre "El Ojito": pequeño alero de granito que se encuentra en el margen izquierdo del balneario que exhibe en sus paredes diversas pinturas originarias de extraño diseño. El indio nos ha dejado su arte e imaginación, se tiene la responsabilidad de hacerlos perdurar.
- Balneario "río Achiras": su río, de singular caudal cuenta con un piletón que alcanza una profundidad de 2,5 metros, el turista en su recorrido descubrirá cascadas naturales y cajones de piedra que hacen imponente el paisaje. Con una exuberante sombra y dotado de todos los servicios, el Balneario invita a descansar y a disfrutar de toda su belleza y atractivo.
- Arroyo "Los Coquitos": descarga sus aguas en una antigua cantera formando una pileta natural. Rodeado de vestigios de un asentamiento indígena, como son los distintos morteros de piedra granítica.
- La Ollita: pequeño espejo de agua de gran profundidad encajado entre enormes piedras que forman trampolines naturales. Lugar al cual se puede acceder costeando río arriba, a pocos metros del balneario.
- Iglesia Ntra. Sra. de la Merced: se edificó en el año 1770 a 5 km de Achiras en el Pantanillo. En 1830 se trasladó al actual emplazamiento con varias restauraciones, pero sus aspectos esenciales, la fachada, el campanario, conservan su estilo colonial. En ella se venera a la Virgen de la Merced (donada por el gobernador de Córdoba) cuya imagen se entronizó en 1843.
- Casa de los Oribe: su construcción comenzó en 1887; de barro y piedra, funcionó como hotel, tienda y escuela primaria hasta 1935 y luego pensión. En la actualidad funciona el Teatrino y el Archivo Histórico.
- El Fuerte: su estructura presentaba una serie de elementos aptos para la defensa que se convertían en un verdadero fortín. Se comenzó a construir en 1832 y se desarrolló hasta 1869 en los terrenos que actualmente sirven de asiento a la plaza Roca y a varias propiedades circundantes. La plaza fue el reducto interior de su fortificación, perimetrada por edificios militares, civiles, religiosos y particulares (cuarteles, despachos, capilla y viviendas) que daban su espalda al exterior y abrían sus puertas a un espacio cerrado que brindaba amparo al vecindario coronando el conjunto la sencilla arquitectura de La Comandancia en la cual hoy funciona el “Museo del Desierto”.
- Museo del Desierto: en la actualidad el Museo cuenta con tres salas. Donde se muestra parte de la historia e identidad del pueblo, sus antepasados, los indios comechingones y la cultura del gaucho exhibiendo algunas vestimentas típicas. Horarios de visitas: de martes a domingo de 10 a 12 y de 18 a 21.
- Posta los Nogales: lugar de gran carga emotivo histórica que no pueden dejar de visitar. Fue la antigua posta de esta localidad. Su silencio armonioso solo es interrumpido por los recuerdos de antiguos personajes que defendían el lugar. En la actualidad vive la familia Gigena descendiente de los primeros pobladores que por más de 200 años, continúan con sus tradiciones.
- Cerro Intihuasi: ubicado en las afueras de nuestra localidad se destaca como uno de los lugares elegidos por los Comechingones para establecerse, dejando en el sitio innumerables muestras de arte rupestre y otras manifestaciones de su cultura, que hoy se conservan a pesar del tiempo transcurrido.

## Geografía

### Clima
Achiras posee un clima favorable, con temperaturas anuales que no superan los 40 °C ni bajan los -7 °C. El promedio de precipitaciones (pluviales y nivales) tiene un rango de 600 a 900 mm/año y se dan principalmente en verano. En invierno son casi nulas y puede llegar a precipitar en forma de nieve sobre todo en las sierras. Presenta viento Pamperos principalmente provenientes del sur.

## Proyectos
Proyecto Parque Eólico: la empresa EPEC planea desarrollar una planta eólica en el sudoeste de Córdoba, proyecto que podría comenzar a cristalizarse a fines de 2011. Entre los interesados para concretar y llevar a cabo el proyecto, hay dos grupos españoles y uno sueco, además de una empresa brasileña y otra de capitales nacionales. La idea de la Epec es que la Compañía Administradora del Mercado Mayorista Eléctrico (Cammesa) acuerde con alguno de los inversionistas un contrato de instalación de la planta eólico cordobesa a cambio de una cuota de la energía generada a 15 años. La inversión mínima, a partir de la cual la generación de electricidad es viable económicamente, sería de 40 millones de dólares. Con ese dinero se podrían instalar entre 10 y 20 molinos, y generar unos 20 MW de potencia. Las compañías inversoras se quedarían con unos 110 o 115 dólares por megavatio generado en el futuro complejo energético. Se han realizado mediciones que arrojan una potencia eólica de 9,5 m/s en promedio, con un factor de capacidad de generación eléctrica del 41 %, las 24 horas del día. Con ese nivel de potencia, se podrían generar 3.600 h/año por la cantidad de megavatios que se instalen, lo que –según los técnicos provinciales– otorga un “muy buen factor de capacidad energética”. Teniendo en cuenta la incidencia ambiental que tendrá la instalación de los molinos en esa región cordobesa, la Universidad Nacional de Río Cuarto (UNRC) ya está realizando los estudios de impacto ambiental, al tiempo que certificando las mediciones de potencia de los vientos que lleva adelante la propia Epec. Esto último es un requisito indispensable para tentar a los potenciales inversores.

## Fiestas y eventos anuales

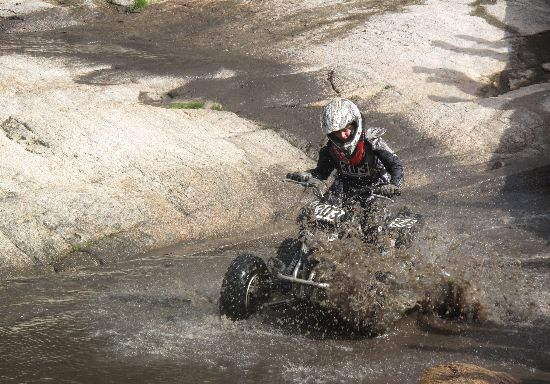
Carrera de quads

- Semana Provincial del Turismo - 2.ª Semana de enero.
- Rally Provincial - Fecha número 2.
- Concurso Nacional de Pintura "Otoño en Achiras".
- Enduro Provincial "Generación 2002".
- Encuentro Nacional 4x4.
- Fiesta Regional del Maíz.
- Concurso Nacional de Fotografía.
- Encuentro Nacional de Acordeonistas.